# Собор Святой Троицы (Даунпатрик)
Собор Святой Троицы (англ. Cathedral Church of the Holy Trinity), также известный как — собор Дауна (англ. Down Cathedral) — один из двух англиканских соборов Церкви Ирландии в диоцезе Дауна и Дромора (второй — Дроморский собор). Расположен в городе Даунпатрик в Северной Ирландии. Частично включает в себя церковь бенедиктинского аббатства Дауна XIII века; памятник архитектуры категории А.
На территории собора находится предполагаемое место захоронения святого Патрика, отмеченное камнем.

## История
Сведения о первой церкви Святой Троицы на этом месте относятся к XII веку. В 1124 году святой Малахия стал епископом Дауна и приступил к ремонту и расширению собора. В 1177 году сэр Джон де Курси (норманнский завоеватель Ольстера) поселил здесь бенедиктинских монахов и изгнал монахов-августинцев, живших тут ещё со времён святого Малахии. Де Курси, который разгневал короля тем, что захватил в Ирландии больше земель, чем ему было положено, был взят под стражу в соборе в Страстную пятницу 1204 года. Согласно записям, невооруженному де Курси удалось отобрать оружие у одного из нападавших и убить 13 человек, прежде чем людям короля удалось захватить рыцаря.
К 1220 году это здание лежало в руинах и было ещё больше повреждено во время землетрясением в 1245 году. Собор был сожжён Эдуардом Брюсом в 1315 году и впоследствии несколько раз перестраивался и разрушался. В 1538 году монастырь был распущен, а само здание в следующем году разрушил лорд Леонард Грей, лорд-лейтенант Ирландии, переделав его в конюшню. Разрушение собора было одним пунктов обвинения, за которые Грей был казнён в 1541 году. В течение двух столетий после этого собор оставался руинированным.
В 1778 году основатель методизма Джон Уэсли посетил его, назвав благородными руинами. Круглая башня возле собора была снесена в 1790 году.

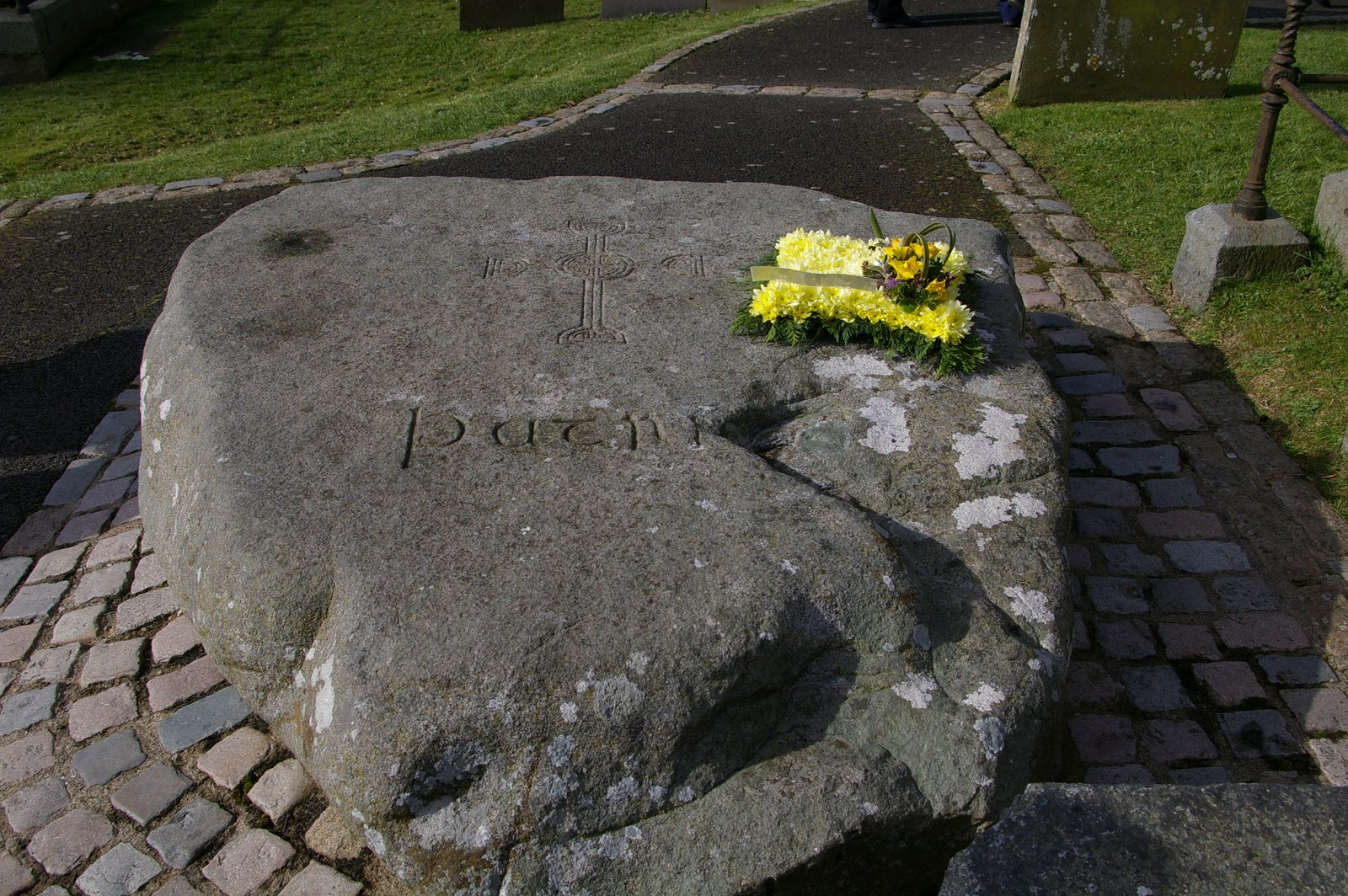
Предполагаемая могила святого Патрика на кладбище при соборе

### Реставрация
Восстановление разрушенного собора XIV века было начато после того, как парламентский акт 1790 года выделил для этой цели 1000 фунтов стерлингов (примерно соответствует 142 000 фунтам стерлингов на сегодняшний день). Виконт Хиллсборо пожертвовал ещё 568 фунтов стерлингов. Длинный алтарь позднесредневекового собора был отремонтирован и преобразован в неф и алтарь нового собора. Архитектор Чарльз Лилли стремился воспроизвести общий вид средневекового собора, но реставрация была настолько радикальной, что многие детали оригинального здания исчезли. В 1818 году работы были завершены; в 1826 году к западному концу собора были добавлены восьмиугольный вестибюль и перпендикулярная готическая башня. В 1985—1987 годах была проведена вторая крупная реставрация, во время которой собор был закрыт.

### Святой Патрик
На территории собора предположительно похоронен святой Патрик, который, как считается, умер в 461 году. Камень, обозначающий его могилу, был установлен в 1900 году.
На кладбище сохранились кресты IX, X и XII веков. В соборе похоронены Эдвард Кромвель, 3-й барон Кромвель (ум. 1607) и Вер Эссекс Кромвель, 7-й барон Кромвель (ум. 1687).